# Claude Durrens
Claude Durrens (* 22. August 1921 in Cenon, Département Gironde; † 20. Dezember 2002 in Bordeaux) war ein französischer Briefmarkenkünstler (Graveur und Entwerfer).
Er war als Graveur nicht nur in Frankreich eine gefragte Persönlichkeit, denn neben etwa 400 Briefmarken war er auch mit dem Stich der 200 und 500-Franc-Note betraut. Auch für Kamerun, Monaco, Andorra, Libanon, Laos gestaltete er Briefmarken.
1961, 1964, 1966, 1971 und 1972 wurde ihm für seine Leistungen der Grand prix de l’Art philatélique verliehen.
| Personendaten    | Personendaten                                             |
| ---------------- | --------------------------------------------------------- |
| NAME             | Durrens, Claude                                           |
| KURZBESCHREIBUNG | französischer Briefmarkenkünstler (Graveur und Entwerfer) |
| GEBURTSDATUM     | 22. August 1921                                           |
| GEBURTSORT       | Cenon, Département Gironde                                |
| STERBEDATUM      | 20. Dezember 2002                                         |
| STERBEORT        | Bordeaux                                                  |